# USS Topeka (SSN-754)
Pour les autres navires du même nom, voir USS Topeka.
Le USS Topeka (SSN-754) est un sous-marin nucléaire d'attaque américain de classe Los Angeles nommé d'après Topeka dans le Kansas.

## Histoire du service
Construit au chantier naval Electric Boat de Groton, il a été commissionné le 21 octobre 1989 et est toujours en service dans l'United States Navy en 2012.